# Тепло наших тел (роман)
«Тепло наших тел» (англ. Warm Bodies) — роман, написанный американским блогером Айзеком Марионом, по которому в 2013 году вышел одноимённый фильм режиссёра Джонатана Ливайна.
«Тепло наших тел» — юмористическая история о любви человека и зомби, о чувстве, способном даже мёртвого снова вернуть к жизни.

## Сюжет
Мир, поражённый чумой, вот-вот вымрет. Он разделился на две части: мир покойников и людей. Умершие превращаются в зомби, которые обитают в аэропорту недалеко от города (стадиона). Главный герой — Р (первая буква его человеческого имени, единственное, что он помнит из своей жизни) — вместе с другими зомби идет на «охоту». Им нужен человеческий мозг, съедая который они поглощают воспоминания и чувства жертвы. Зомби нападают на группу людей, добывающих лекарства в заброшенных местах. Так Р получает воспоминания молодого человека, влюблённого в девушку Джули…

## Персонажи
- Р
- М (Маркус)
- Джули Гриджио
- Полковник Гриджио
- Перри Кельвин
- Нора
- Кевин

## Экранизация
- Тепло наших тел — фильм Джонатана Ливайна.